# Торренте Бальестер, Гонсало
Гонсало Торренте Бальестер (исп. Gonzalo Torrente Ballester; 13 июня 1910, Ферроль — 27 января 1999, Саламанка) — испанский писатель
 и литературовед.

## Биография

### 1910—1935 гг.
Родился в семье офицера ВМФ Испании в деревне Лос-Корралес муниципалитета Серантес, недалеко от Ферроля. Учился в колледже имени Тирсо де Молина в Ферроле, которой руководили монахи мерседарианцы. В Ла-Корунье получил степень бакалавра. В 1926 году поступил в Университет Сантьяго-де-Компостелы, где изучал право и литературу, как вольнослушатель. Вскоре переехал в Овьедо и продолжил обучение на юридическом факультете. Занимался журналистикой, издавал свои работы в газете «El Carbayón». В 1928 году переезжает в Виго, а в 1929 году в Мадрид, где изучал философию и другие гуманитарные науки. Был участником литературного кружка Валье-Инкланта. В 1930 году начал работать в редакции газеты «La Tierra». В 1931 году переезжает в Буэу и поступает на факультет философии и литературы в Сантьяго-де-Компостела. В 1932 году женился на Жозефине Мальвидо и жил в Ферроле. В браке было четверо детей. В 1934 году вступил в партию Галегиста, где занимал пост секретаря. В 1935 году закончил учёбу и посвятил себя литературе и литературной критике.

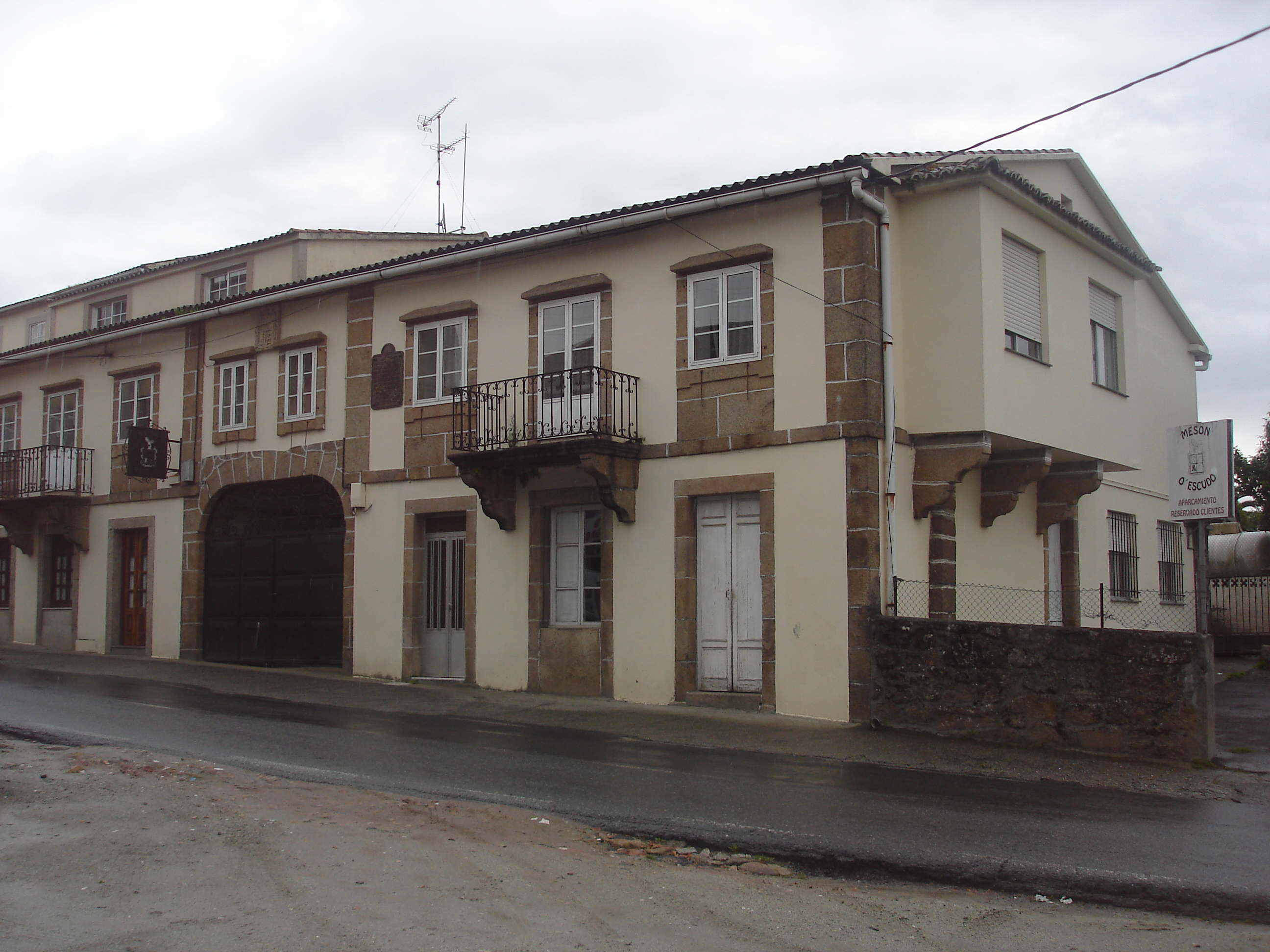
Дом в Ферроле, в котором в юности жил писатель
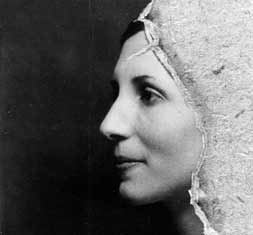
Первая супруга писателя Жозефина
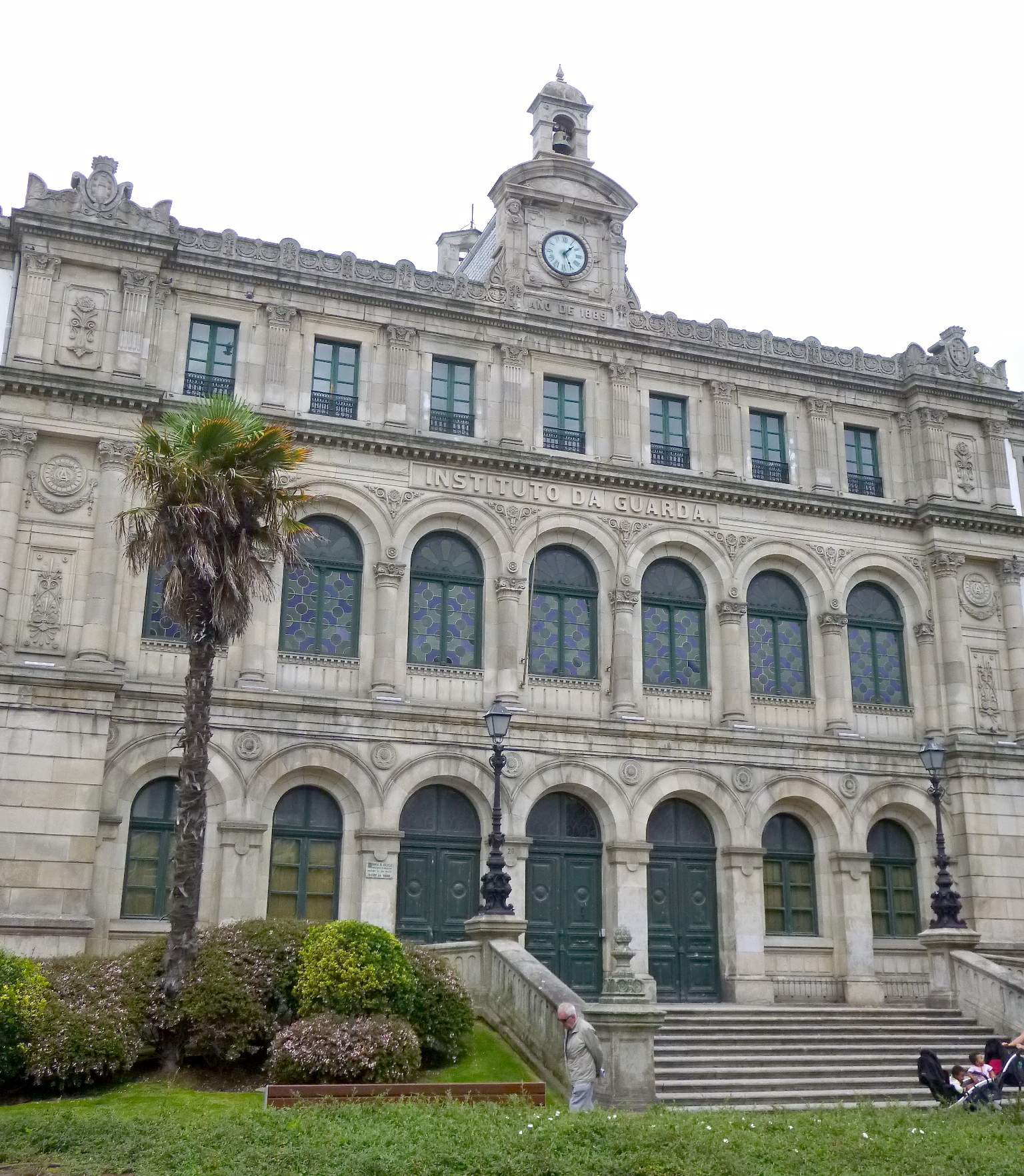
Институт в Ла-Корунье, где учился писатель

### 1936—1969 гг.
В 1936 году преподает в университете Сантьяго-де-Компостела историю. После прохождения конкурса на звание доцента кафедры истории древнего мира, он получил стипендию в университете Сорбонны для подготовки докторской диссертации по мемуарам Санчо де Кота, секретаря принцессы Маргариты Австрийской. Затем уезжает в Париж, но в октябре возвращается на родину в связи с началом гражданской войны и становится активистом-фалангистом. В 1937 году он подружился в Саламанке с Дионисио Ридруехо, Антонио Товаром, Луисом Фелипе Виванко и Педро Лаином. В 1939 году занимал должность доцента в университете Сантьяго-де-Компостелы. В 1941 году участвовал в основании журнала «Escorial». В 1942 году переезжает в Ферроль, где преподает в институте имени Консепсьон Ареналь. С 1947 года профессор всеобщей истории в мадридской военно-морской школе, театральный критик газеты «Arriba» и национального радио Испании. В 1958 году овдовел, а в 1960 году вновь женился на Фернанде Санчес-Гизанде, от которой у него родилось семеро детей и с которой он путешествует во Францию и Германию. В 1962 году был лишен сотрудничества с газетой «Arriba» и национальным радио, отстранен от преподавания в мадридской военно-морской школе, за поддержку протестов астурийских шахтёров. В 1964 году переезжает из Мадрида в Понтеведру, сотрудничает с газетой «Маяк Виго». C 1966 года жил в США, вместе с семьей, где преподавал историю и испанскую литературу в университете штата Нью-Йорк в Олбани.

### 1970—1999 гг.
В 1970 году вернулся в Испанию в Мадрид, где преподавал в институте района Оркаситас, до 1973 года, продолжая преподавать в университете Олбани. В 1972 году был принят в члены Королевской академии испанского языка. В 1973 году вернулся в Виго, где преподавал в институте и сотрудничал с мадридской газетой «Informaciones» с авторской колонкой — «Римские тетради». В 1975 году он переехал преподавать, до пенсии в 1980, в институт в Саламанке, где проживал до момента своей смерти. В 1981 году сотрудничал с мадридской газетой «ABC» (автор еженедельной колонки), принят в почетные члены Королевской академии Галисии. В конце 1992 года, во время пребывания на Кубе, встречался с президентом Кубы Фиделем Кастро. 

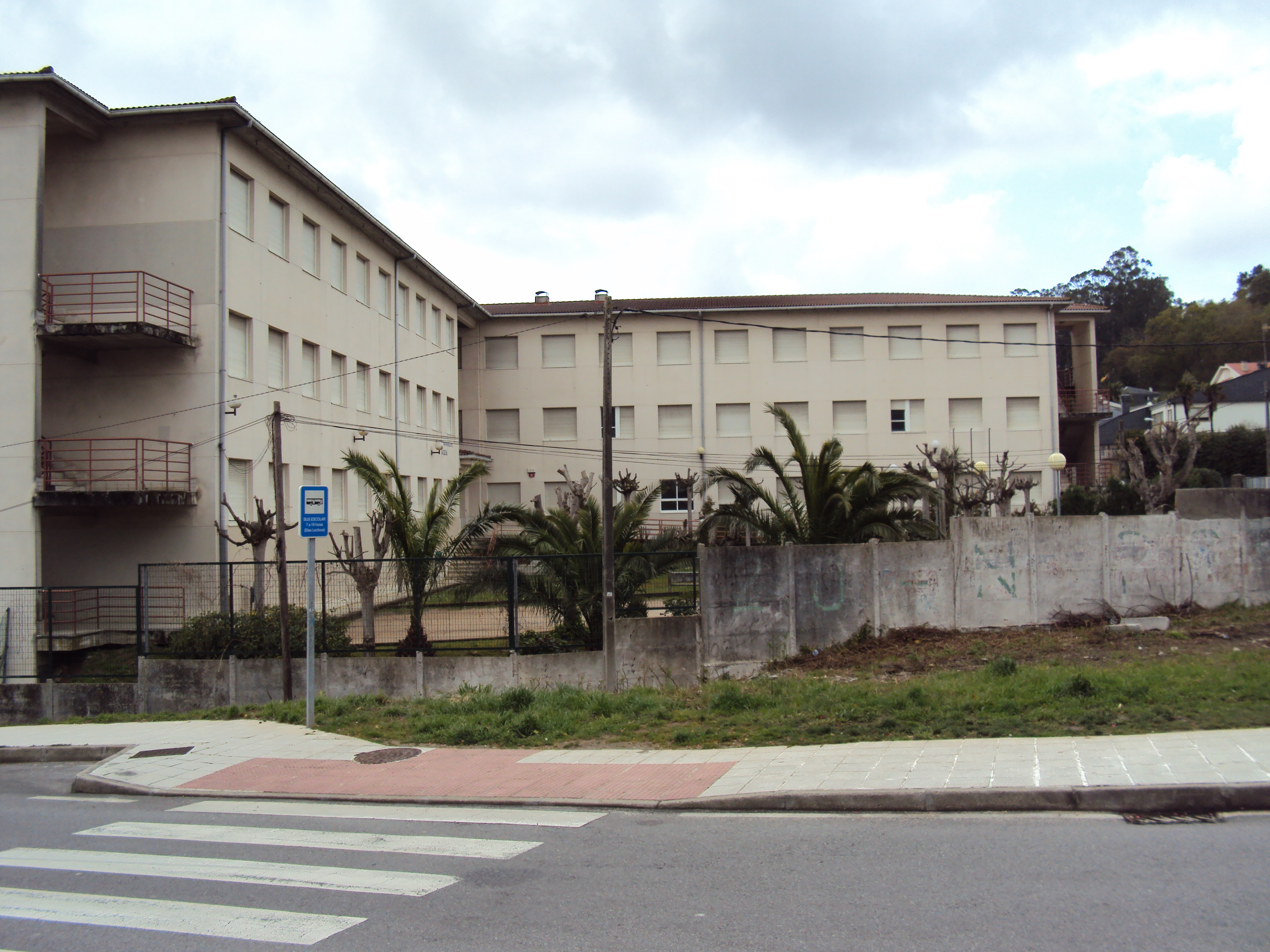
Институт в Виго, где преподавал писатель после возвращения из США.

Творческое наследие писателя включает в себя эссе, рассказы, рецензии, статьи, драматические произведения и романы, которые при участии писателя были переведены на английский, французский, итальянский, португальский языки. С 1949 года сотрудничал с испанским кинорежиссером Хосе Антонио Ньевес Конде, для которого написал сценарий фильма «Борозды» (1951). По роману «Хроники зачарованного короля» испанский режиссёр Иманол Урибе в 1991 году снял фильм «Зачарованный король», получивший восемь премий Гойи. 2 апреля 1976 года был участником интервью программы «A fondo» на испанском телевидении. Трилогия романа «Радости и тени» была экранизирована в сериал в 1982 году.
В своем творчестве испытал влияние Мигеля де Сервантеса и Хосе Ортеги-и-Гассета, Фридриха Ницше и Освальда Шпенглера. Является автором перевода на испанский язык «Гаргантюа и Пантагрюэль» Франсуа Рабле, собрания сочинений Жоржа Сименона, стихотворений Райнера Марии Рильке.
Похоронен в Ферроле, в муниципалитете Серантес.

## Память
В 1988 году провинциальный совет Ла-Корунья учредил премию его имени за рассказ написанный на галисийском или испанском языках. Открытый в 1993 году в Ферроле культурный центр носит его имя. Его именем названа одна из библиотек Саламанки и институт в Понтеведра. В 2000 году в кафе «Новинка» в Саламанке, где писатель любил постоянно бывать, установлена его бронзовая статуя.

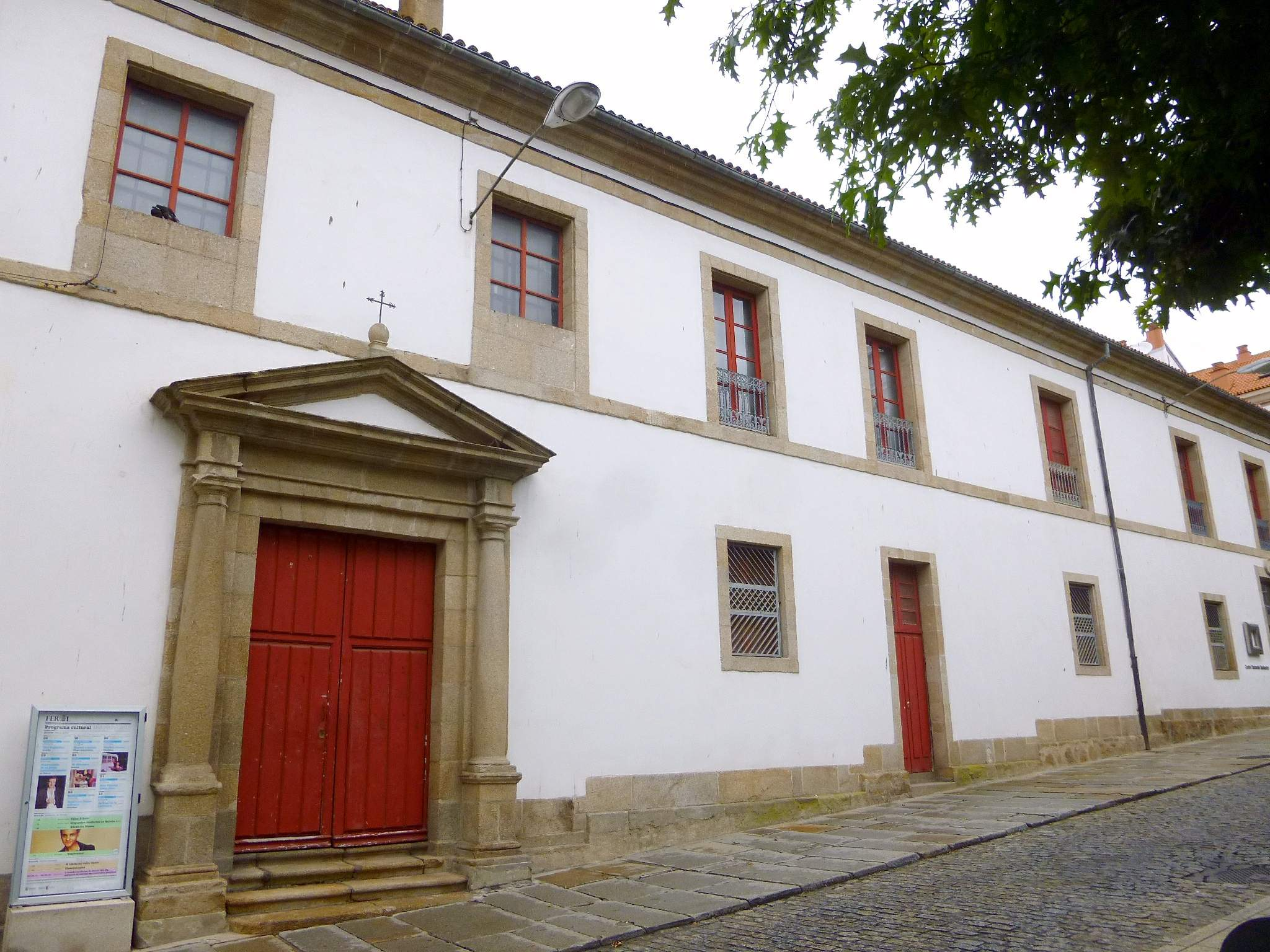
Культурный центр в Ферроле, который носит имя писателя
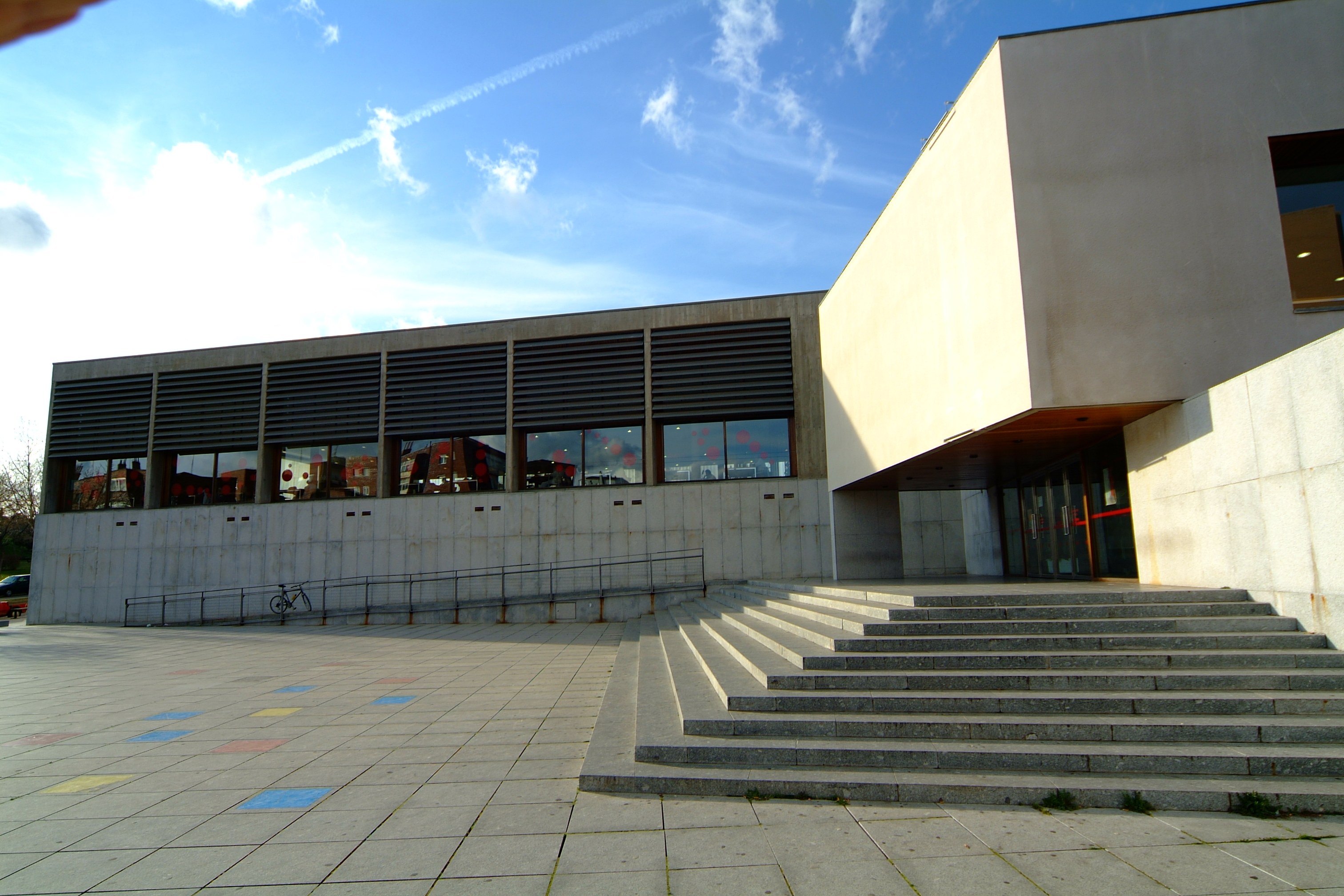
Библиотека в Саламанке, которая носит имя писателя
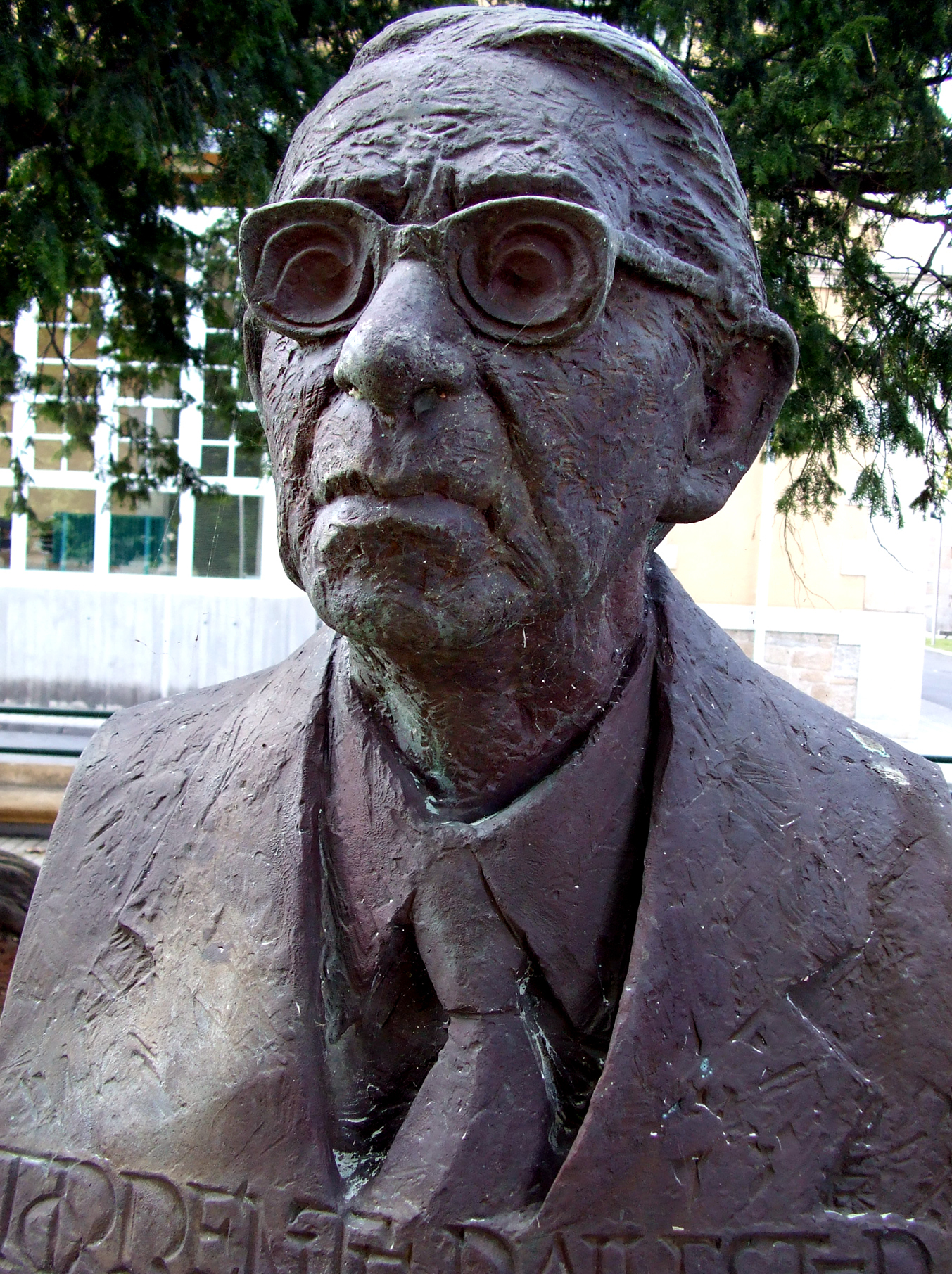
Статуя писателя в Ферроле
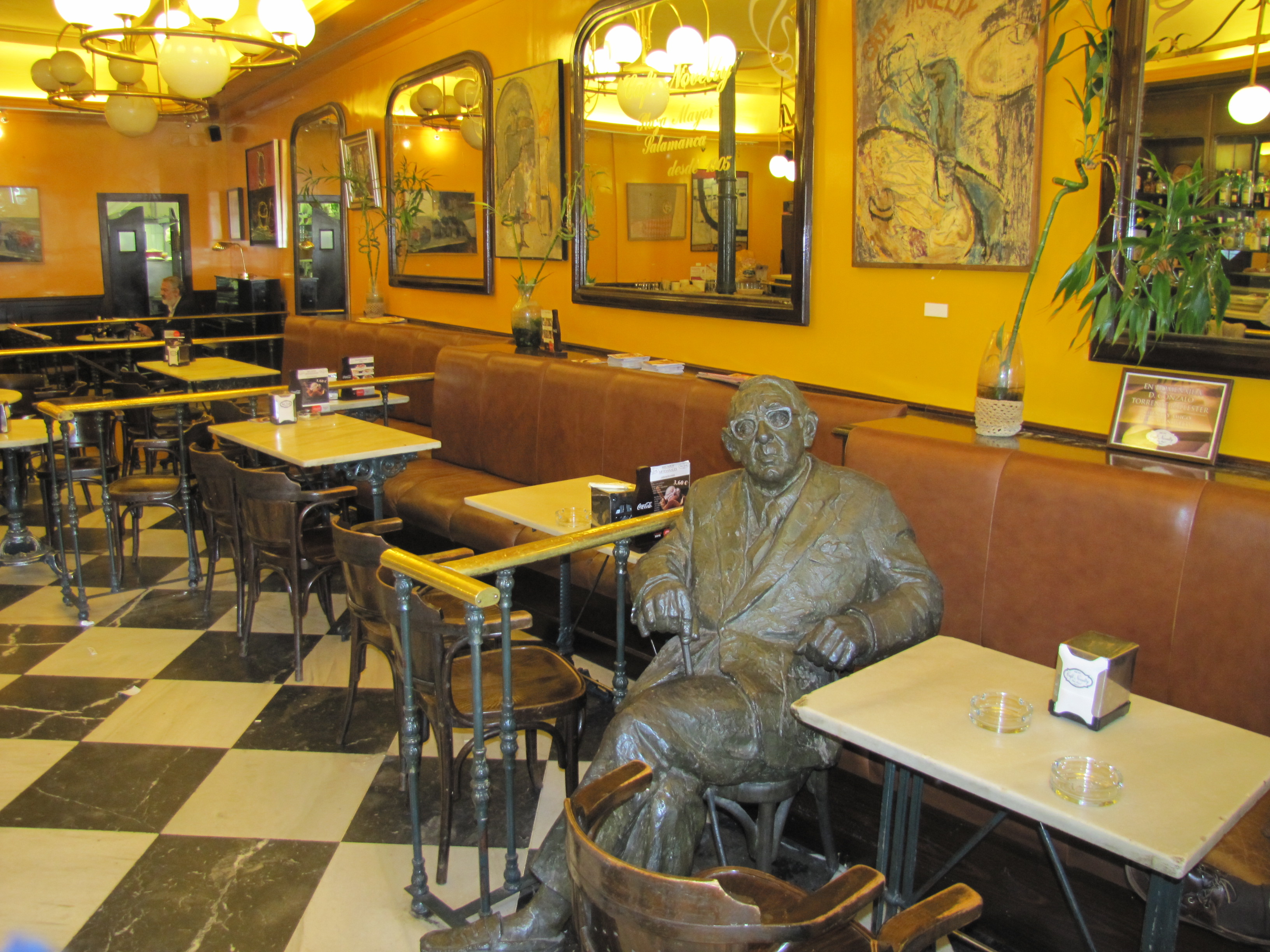
Статуя писателя в кафе "Новинка" в Саламанке

В 2001 году был основан, по его завещанию, и в 2003 году открыт фонд его имени. В его организации участвовали Хунта Галисии, городской совет Сантьяго, провинциальный совет Ла-Корунья и университет Сантьяго-де-Компостелы. Фонду принадлежит его личная библиотека, архив (переписка, оригиналы его работ, звукозаписи) и личные вещи, связанные с его литературной деятельностью.

## Награды, премии
Награждён премией города Барселона (1972), Национальной премией по литературе (1980), премией принца Астурийского (1982), премией Мигеля Сервантеса (1985), премией «Планета» (1988), премией фонда Хуана Марча (1957), премией критиков(1977), премией Асорина (1994), премией Кастилии и Леона в области литературы (1995).
Рыцарь ордена святого Иакова и меча Португалии (1996). В 1987 году награжден большим крестом ордена Альфонсо X Мудрого (королевский указ № 1486 от 4 декабря).
Являлся почетным доктором университетов Саламанки (1985), Сантьяго (1988), Гавана (Куба,1992) и Дижоне (Франция, 1988). Присужден титул любимого сына Ферроля (1983), приемного сына Саламанки (1984).

## Сочинения
- El viaje del joven Tobías (1938)[8]
- Milagro representable en siete coloquios (1938)[8]
- El mariage deceñoso (1938)
- El casamiento engañoso (1939, Автосакраментальная премия[8])
- Las ideas políticas modernas: el liberalismo (1939[8])
- Antecedentes históricos de la subversión universal (1939[8])
- Lope de Aguirre (1941)
- República Barataria (1942)
- Siete ensayos y una farsa (1942[8])
- «Хавьер Мариньо» / Javier Mariño (1943)
- Historia de una conversión (1942[8])
- El retorno de Ulises (1946)
- El golpe de estado de Guadalupe Limón (1946)
- Compostela y su ángel (1948)
- Literatura española contemporánea (1949)[8]
- Ifigenia (1950)
- Atardecer de Longwood (1950)
- Farruquiño (1954)
- Panorama de la literatura española contemporánea (1956)
- Teatro español contemporáneo (1957)
- Los gozos y las sombras:
  - El señor llega (1959 — первая редакция 1957 года, премия фонда Хуана Марча)[4]
  - Donde da la vuelta el aire (1960)
  - La Pascua triste (1962)
- Cuadernos de un vate vago (1961—1876)[20]
- Panorama de la literatura española contemporánea (1961)[8]
- «Дон Хуан» / Don Juan (1963, рус. пер. 1999)
- Aprendiz de hombre (1965)[8]
- Off-side (1969)
- «Сага/фуга Х. Б.» / La saga/fuga de J.B. (1972) (премия города Барселона, премия критиков[5])
- Siete ensayos y una farsa (1972)
- El Quijote como juego (1975)
- Cuadernos de La Romana (1975)
- «El Quijote como juego» (1975)[10][8]
- Nuevos Cuadernos de La Romana (1977)
- Acerca del novelista y de su arte (1977)[4]
- Fragmentos de Apocalypse (1977, премия критиков[5])
- Las sombras recobradas (1975)[8]
- La isla de los jacintos cortados (1982, премия принца Астурийского, Национальная премия по литературе)
- Cuadernos de un vate vago (1982)
- Diarios de trabajo 1942—1947 (1982)
- Teatro (1982, в двух частях)[8]
- Ensayos críticos (1982)[8]
- Los cuadernos de un vate vago (1982)[8]
- Dafne y ensueños (1983)
- La Princesa Durmiente va a la escuela (1983)
- Quizás nos lleve el viento al infinito (1984)
- Compostela y su ángel (1984)[8]
- El Quijote como juego y otros ensayos críticos (1984)[8]
- Una mujer que huye por los túneles (1985)[8]
- La rosa de los vientos (1985)
- Cotufas en el golfo (1986)
- Hombre al agua (1987)[8]
- Yo no soy yo, evidentemente (1987)[5]
- Filomeno, a mi pesar (1988, премия «Планета»)
- Ifigenia y otros cuentos (1988)[8]
- «Хроники зачарованного короля» / Crónica del rey pasmado (1989)
- Santiago de Rosalía Castro (1989)
- Lo mejor de Gonzalo Torrente Ballester (1989)
- La muerte del decano (1992)
- Las islas extraordinarias (1993)
- Torre del aire (1993)
- El hostal de los dioses amables (1993)[8]
- «Роман Пепе Ансуреса» / La novela de Pepe Ansúrez (1994, премия Асорин)
- Los mundos imaginarios (1994)
- La boda de Chon Recalde (1995)
- El pavoroso caso del señor Cualquiera (1996)[8]
- Los años indecisos (1997)
- Memoria de un inconformista (1997)
- Doménica (1999)
- Mi fuero interno (2011)